# Тамбоваппарат
АО «Завод „Тамбоваппарат“» — советское и российское предприятие радиопромышленности, расположенное в городе Тамбове. Производит радиотехнические системы и радиокомплекты, средства связи и автоматизированных систем управления. Гражданская продукция — светильники, электронасосы, электрические счетчики.
История предприятия 1 августа 1961 года постановлением ЦК КПСС и Совета Министров СССР № 692-289 разрешено строительство завода аппаратуры дальней связи (АДС) в Тамбове. 9 июля 1962 года распоряжением Тамбовского СНХ строящемуся заводу АДС присвоено наименование «Тамбоваппарат». Основным профилем завода было определено производство телефонной аппаратуры уплотнения проводных линий и радиорелейных каналов связи (стационарной аппаратуры и подвижных комплексов). В дальнейшем начиная с 1975 года согласно решению Министерства радиопромышленности СССР завод приступил к освоению и выпуску автоматизированных систем управления на базе вычислительной техники различного назначения выпуск которых продолжался до 2001 года. С 2001 года по настоящее время заводом освоены и выпускаются коротковолновые передающие радиостанции киловаттной и 15-ти киловаттной мощности. На предприятии создано опытно-конструкторское бюро, которое занимается разработками перспективных образцов цифровой техники. Завод имеет лицензии на право выпуска, ремонта и разработки специальной техники. Качество выпускаемой заводом техники подтверждено сертификатом соответствия № ВР05.1.2795-2009 от 14.12.2009 г. международным стандартом СР ПП ВТ.
В период за 2002—2005 годы предприятие прошло процедуру банкротства.
В настоящее время завод имеет низкую среднюю заработную плату, в сравнении с другими предприятиями Тамбова, объёмы производства остаются на низком уровне.